# Ministro generale dell'Ordine certosino

Emblema dell'Ordine.

Il moderatore supremo dell'Ordine certosino porta il titolo di ministro generale. Tale incarico spetta, di diritto, al priore della Grande Chartreuse.
Dalla fondazione dell'Ordine, i ministri generali furono:
- 1084 - 1090: San Bruno
- 1090 - 1100: Lanuino
- 1100 - 1101: Pietro I
- 1101 - 1109: Giovanni I (di Toscana)
- 1109 - 1136: Guigo I
- 1136 - 1139: Ugo I
- 1139 - 1151: Sant'Antelmo di Chignin
- 1151 - 1174: Basilio di Borgogna
- 1174 - 1180: Guigo II
- 1180 - 1233: Giancellino
- 1233 - 1236: Martino
- 1236 - 1242: Pietro II
- 1242 - 1247: Ugo II (per la prima volta)
- 1247 - 1249: Bernardo I de La Tour (per la prima volta)
- 1249 - 1253: Ugo II (per la seconda volta)
- 1253 - 1257: Bernardo I de La Tour (per la seconda volta)
- 1257 - 1267: Riffiero
- 1267 - 1272: Gerardo
- 1272 - 1276: Guglielmo I Fabri
- 1276 - 1277: Pietro III di Montignac
- 1277 - 1313: Bosone
- 1313 - 1329: Aimone d'Aosta
- 1329 - 1330: Giacomo di Vevey (per la prima volta)
- 1330 - 1338: Chiaro di Fontenay (per la prima volta)
- 1338 - 1341: Giacomo di Vevey (per la seconda volta)
- 1341 - 1341: Chiaro di Fontenay (per la seconda volta)
- 1341 - 1346: Enrico Pollet
- 1346 - 1361: Giovanni II Birelle
- 1361 - 1367: Elzearo di Grimoard
- 1367 - 1402: Guglielmo II di Raynal
- 1402 - 1410: Bonifacio Ferreri
- 1410 - 1420: Giovanni III di Griffenberg
- 1420 - 1437: Guglielmo III di Lamotte
- 1437 - 1463: Francesco I Maresme
- 1463 - 1472: Giovanni IV Van Rosendael
- 1472 - 1481: Antonio I Dellieux
- 1481 - 1494: Antonio II du Charne
- 1494 - 1503: Pietro IV Roux
- 1503 - 1521: Francesco II du Puy
- 1521 - 1535: Guglielmo IV Biebuick
- 1535 - 1540: Giovanni V Guilhard
- 1540 - 1546: Pietro V Marnef
- 1546 - 1553: Giovanni VI Volon
- 1553 - 1554: Damiano Longoni
- 1554 - 1566: Pietro VI Sarde
- 1566 - 1586: Bernardo II Carasse
- 1586 - 1588: Girolamo I Lignano
- 1588 - 1594: Girolamo II Marchant
- 1594 - 1600: Giovanni-Michele di Vesly
- 1600 - 1631: Bruno II d'Affringues
- 1631 - 1643: Giusto Perrot
- 1643 - 1649: Leone Tix I
- 1649 - 1675: Giovanni VII Pégon
- 1675 - 1703: Innocenzo Le Masson
- 1703 - 1731: Antonio III di Montgeffond
- 1731 - 1732: Ambrogio Crollet
- 1732 - 1737: Stefano I Richard
- 1737 - 1758: Michele I Bruno I di Larnage
- 1758 - 1778: Stefano II Biclet
- 1778 - 1791: Ilarione Robinet
- 1791 - 1801: Nicola Albergati di Geoffroy
- 1801 - 1813: Antonio IV Vallet
- 1813 - 1816: Romualdo MoissonnI
- 1816 - 1816: Bonaventura Eymin
- 1816 - 1824: Gregorio Sorel
- 1824 - 1831: Benedetto Nizzati
- 1831 - 1863: Giovanni Battista Mortaize
- 1863 - 1877: Carlo-Maria Saisson
- 1877 - 1879: Rocco Boussinet
- 1879 - 1892: Anselmo Maria Bruniaux
- 1892 - 1905: Michele II Baglin
- 1905 - 1911: Renato Herbault
- 1911 - 1938: Giacomo Maria Mayaud
- 1938 - 1967: Ferdinando Vidal
- 1967 - 2005: Andrea Poisson
- 2005 - 2012: Marcellin Theeuwes
- 2012 - 2014: François-Marie Velut
- 2014 - in carica: Dysmas de Lassus